# 平凉站
平凉站，位于中华人民共和国甘肃省平凉市崆峒区，是宝中铁路上的火车站，建于1995年，由兰州铁路局管辖。

## 車站周邊
- 中国移动金谷营业厅
- 中国电信天翼汽车东站营业厅
- 崆峒区柳湖乡泾滩小学
- 平凉汽车东站
- 农村商业银行泾滩分社
- 中国银行平凉分行盘旋路分理处
- 平凉医学高等专科学校
- 甘肃医学院
- 甘肃银行解放北路支行
- 拂晓小学
- 平凉市人民医院

## 歷史
- 建于1995年。

## 外部連結
- 中国铁路客户服务中心 （页面存档备份，存于）